# Lepidochrysops flavisquamosa
Lepidochrysops flavisquamosa är en fjärilsart som beskrevs av Tite 1959. Lepidochrysops flavisquamosa ingår i släktet Lepidochrysops och familjen juvelvingar. Inga underarter finns listade i Catalogue of Life.